# Cmentarz ewangelicki w Kadynach
Cmentarz ewangelicki w Kadynach – cmentarz znajdujący się we wsi Kadyny w powiecie elbląskim.

## Historia cmentarza
Dawny cmentarz ewangelicki w Kadynach znajduje się na północno-wschodnim skraju wsi Kadyny przy drodze polnej zwanej "Drogą Kościelną". Na cmentarzu tym pochowany jest m.in. właściciel dawnej restauracji Fritz Gottschalk.
W 2004 zapomniana i zaniedbana nekropolia została uporządkowana przez młodzież gimnazjum w Tolkmicku we współpracy z Nadleśnictwem Elbląg w ramach projektu "Ślady przeszłości". Do prac włączyli się również mieszkańcy Kadyn. Uporządkowano nagrobki i postumenty, poziomując je i ustawiając w określonym szyku. Pomiędzy grobami wysypano kamienny grys. Teren obsadzono cisami i jałowcami oraz utwardzono miejsca między pozostałymi grobami. Postawiono drewniany krzyż i pamiątkowy kamień ze słowami: „Pamięci tych, którzy żyli tu przed nami”.

## Świątynia Pokoju

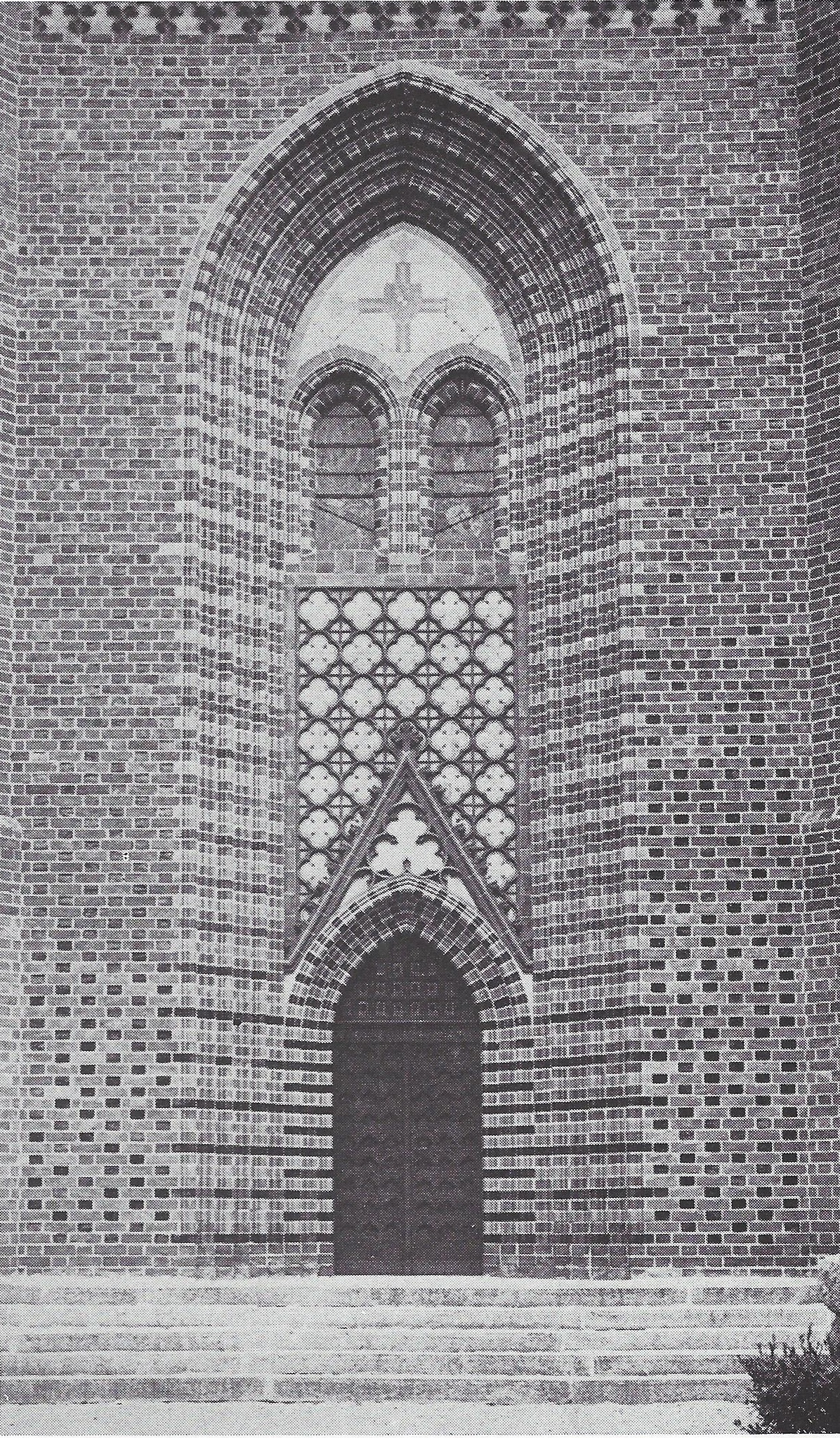
Wspaniały portal z majoliki Świątyni Pokoju (ok. 1930 r.)

W odległości około 40 m od cmentarza znajdują się ruiny neogotyckiego kościoła ewangelickiego o nazwie „Świątyni Pokoju”, zbudowanego w latach 1913–1917 na polecenie cesarza Prus Wilhelma II, dla którego Kadyny w tamtym czasie były letnią rezydencją. Świątynia, zaprojektowana przez Arthura Kicktona w stylu neogotyckim, była okazałą budowlą o doskonałej akustyce. Kościół był jednonawowy z wyodrębnionym, nieco niższym prezbiterium, przykryty sklepieniem gwiaździstym. Od południa dostawiono do korpusu masywną strzelistą wieżę oraz podcienia z trzech stron. Bogaty wystrój wnętrza został wykonany w miejscowej cegielni i fabryce majoliki. Kościół poświęcono w roku 1920. Sam Wilhelm II kościoła nigdy nie zobaczył, bo po przegranej wojnie w 1918 abdykował (był tylko obecny przy położeniu kamienia węgielnego pod świątynię 12 czerwca 1913). Świątynia przetrwała II wojnę światową z niewielkimi uszkodzeniami. Niestety w 1958 kościół ewangelicki na polecenie władz komunistycznych rozebrano. Główny ołtarz tej świątyni można współcześnie podziwiać w elbląskiej katedrze. Cegłę z rozbiórki także wykorzystano m.in. przy remontach elbląskich kościołów.